# Вентпром
Артёмовский машиностроительный завод «Вентпром» (АО), сокращённое наименование АМЗ «Вентпром» —— градообразующее предприятие города Артёмовский Свердловской области, завод тяжелого машиностроения, единственный российский производитель вентиляторов главного проветривания для шахт, тоннелей и метрополитенов.

## Собственники и руководство
Частная компания, контролируется физическими лицами Председатель совета директоров — Олег Владимирович Горшков, генеральный директор – Вяткин Павел Владимирович.

## История предприятия
Артёмовский машиностроительный завод «Вентпром» создан на базе эвакуированного в декабре 1941 года на Урал Скопинского механического завода. Завод, прежде выпускавший оборудование для добычи угля, в декабре 1941 года выпустил первую партию деталей для гвардейских миномётов и авиационных боеприпасов. Во время войны АМЗ также выпускает горно-шахтное оборудование, в частности, запчасти для буровых установок. В 1945 году завод занял первое место в социалистическом соревновании среди предприятий Наркомата угольной промышленности СССР и получил Красное Знамя Государственного комитета обороны.
В послевоенный период завод было решено оставить в Артёмовском, производство переориентируется на оборудование для горношахтной промышленности, в частности вентиляционное оборудование. В конце 1950-х — начале 1960-х «Вентпром» переживает масштабную реконструкцию и получает собственное конструкторское бюро. При заводе открываются механо-сборочный, ремонтно-механический, инструментальный, кузнечный, электродный цеха, компрессорная и кислородная станции, а также цех по изготовлению бурового инструмента. 
В 1976 году вводится в эксплуатацию единственная в СССР станция аэродинамических испытаний. К этому моменту основой продукцией завода становятся вентиляторы главного проветривания шахт, метрополитенов и транспортных тоннелей, вентиляторы местного проветривания, пылеуловители, вентиляционное оборудование для металлургической, целлюлозно-бумажной промышленности, энергетики, шахтные ленточные конвейеры, замки и муфты для буровых установок, сварочные электроды и т. д.

## Деятельность предприятия
К 1980 году «Вентпром» выполняет заказы из более чем 30 стран мира. К этому периоду относится выпуск нового типа осевых вентиляторов для метрополитенов: ВОМ-16М, ВОМ-18, ВОМ-24, ВОМД-2,4, которые и в настоящее время эксплуатируются в системах вентиляции всех метрополитенов России и в метрополитенах ближнего зарубежья.
В 2000-е годы «Вентпром» создаёт типоразмерные вентиляторы, предназначенные для удаления метановоздушной смеси из шахтных выработок: ВЦГ-7М, УВЦГ-15, УВЦГ-9. Применение этих вентиляторов позволило увеличить нагрузку на забой на 60 %, увеличивая тем самым добычу угля.
Начиная с 2005 года завод начал производство новой серии вентиляторов типа ВОМ для проветривания станций и тоннелей метрополитенов. В это же время освоено производство вентиляторов местного проветривания тупиковых выработок шахт — это вентиляторы типа ВМЭ, ВМЭ ВО и вентиляторы встречного вращения типа ВМЭ ВВ.
Продукция завода активно востребована крупными метрополитенами России и ближнего зарубежья. Вентиляторы приобретаются и устанавливаются в московский, санкт-петербургский, бакинский, минский и другие метрополитены.
С 2007 года для угольных и горнорудных предприятий завод выпускает установки главного проветривания типов АВМ и АВР на базе вентиляторов главного проветривания типа ВО-А с диаметром рабочего колеса до 3,6 метра.
Кроме того, предприятие выпускает вентиляторы и с большим диаметром рабочего колеса. В 2018 году вентиляторная установка ВЦД-47 «Север» (спроектирована для работы в условиях Крайнего Севера) с диаметром рабочего колеса 4,7 метра была введена в эксплуатацию в руднике «Комсомольский» («Норникель»)
В 2021 году «Вентпром» освоил ещё несколько уникальных продуктов. Тогда были изготовлены три вентиляторные установки диаметром 5 метров (рекордный размер за всю историю предприятия). Установки были поставлены заказчикам на Кольском полуострове и в Казахстане 
С 2022 года в линейке продукции появился новый вентилятор УВЦГ-14. Оборудование предназначено для удаления метановоздушной смеси с выемочных участков шахт и призвано заменить каскадные системы в шахтах, которые работают на двух УВЦГ-9 
В производстве используется высокоточное металлообрабатывающее оборудование австрийского и итальянского производства, плазмо- и газорезательные установки производства Германии и Италии, фланцевальцовочные станки производства Дании, современное балансировочное, сварочное, покрасочное оборудование, в том числе роботы.

## Продукция
На сегодняшний день основной продукцией завода являются:
- Вентиляторы главного проветривания
- Вентиляторы местного проветривания
- Вентиляторы специальные
- Модернизация (замена) вентиляторов главного проветривания
- Вентиляторы газоотсасывающие
- Воздуховоды «OLDORID INTERNATIONAL»
- Системы автоматического управления
- Вентиляторы тоннельные